# Quatuor à cordes K. 590
Le Quatuor à cordes no 23 en fa majeur K. 590 est le dernier des Quatuors prussiens (en) de Wolfgang Amadeus Mozart. Il a été composé en juin 1790 à Vienne. 

## Analyse de l'œuvre
Le quatuor comprend quatre mouvements :
1. Allegro moderato en fa majeur, à , 198 mesures
2. Allegretto , en ut majeur, à 
, 122 mesures
3. Menuetto (allegretto), en fa majeur, à 
, 42 + 33 mesures
4. Allegro, en fa majeur, à 
, 309 mesures

- Durée d'exécution : 26 minutes.

Introduction de l'Allegro moderato (violon 1) :
La lecture audio n'est pas prise en charge dans votre navigateur. Vous pouvez télécharger le fichier audio.
Introduction de l'Allegretto (violon 1) :
La lecture audio n'est pas prise en charge dans votre navigateur. Vous pouvez télécharger le fichier audio.
Première reprise du Menuetto (violon 1, violon 2 puis alto) :
La lecture audio n'est pas prise en charge dans votre navigateur. Vous pouvez télécharger le fichier audio.
Première reprise du Trio (violon 1, violon 2) :
La lecture audio n'est pas prise en charge dans votre navigateur. Vous pouvez télécharger le fichier audio.
Introduction de l'Allegro (violon 1) :
La lecture audio n'est pas prise en charge dans votre navigateur. Vous pouvez télécharger le fichier audio.